# Mroczek (herb szlachecki)
Mroczek (Mrozek, Mrosicke, Księżyc odmienny) – kaszubski herb szlachecki.

## Opis herbu
Opis z wykorzystaniem zasad blazonowania, zaproponowanych przez Alfreda Znamierowskiego:
W polu błękitnym księżyc srebrny, nad którego rogami po gwieździe złotej. Bezpośrednio nad tarczą korona szlachecka.

## Najwcześniejsze wzmianki
Herb wymienia Nowy Siebmacher, Emilian Szeliga-Żernicki (Der polnische Adel) i Reinhold Cramer (Geschichte der Lande Lauenberg und Bütow).

## Herbowni
Używany przez kaszubską rodzinę Mroczek (Mrozek), także z przydomkiem Trzebiatowski (Trzebiatkowski) i Gliszczyński. Rodziny te miały używać też herbu Trzy Gwiazdy (vel Księżyc). Ponadto, rodziny o nazwisku Mroczek, mieszkające poza Kaszubami, używały szeregu innych herbów.
Pełna lista herbów używanych przez inne gałęzie Gliszczyńskich znajduje się w artykule Gliszczyński III.